# Jusztai járás

A Jusztai járás Kalmükföldön

A Jusztai járás (oroszul Юстинский муниципальный район, kalmük nyelven Үстин район) Oroszország egyik járása Kalmükföldön. Székhelye Cagan Aman.

## Népesség
- 1989-ben 15 568 lakosa volt, melynek 69,1%-a kalmük, 13%-a kazah, 9,9%-a orosz, 3,6%-a csecsen, 1,1%-a dargin, 2,5%-a csecsen, 0,3%-a kazah.
- 2002-ben 10 506 lakosa volt, melynek 76,9%-a kalmük, 11,4%-a kazah, 8,9%-a orosz, 0,4%-a dargin, 0,3%-a csecsen, 0,3%-a ukrán, 0,2%-a német.
- 2010-ben 10 585 lakosa volt, melyből 8 191 kalmük (77,6%), 1 164 kazah (11%), 925 orosz (8,7%), 81 koreai, 41 dargin, 18 grúz, 18 tatár, 17 német, 17 ukrán, 12 csecsen, 10 kumik stb.